# De late brief
De late brief is een hoorspel van Anny Matti en Wim Spekking, naar hun novelle die verscheen in De executie, gevolgd door De late brief (1963). De KRO zond het uit op zaterdag 7 mei 1966. De regisseur was Léon Povel. Het hoorspel duurde 57 minuten.

## Rolbezetting
- Jan Borkus (Frank Thompson, officier Amerikaans bezettingsleger in Duitsland)
- Peronne Hosang (Helga Schneider, een Duitse tolk)
- Eli Blom (generaal Burnley, commandant Amerikaanse gevechtsdivisie)
- Harry Emmelot (Paddy Clarke, korporaal in Amerikaans leger)
- Jeanne Verstraete (Jessie, Belgische agente van de Intelligence Service)
- Bernard Droog (een Duitse officier, commandant gevechtstroep)
- Han König & Hans Veerman (stemmen)

## Inhoud
Helga Schneider werkt vlak na de oorlog als tolk op een Duitse luchthaven. Als bij toeval komt zij daar in gesprek met de Amerikaanse officier Frank Thompson. Die eerste ontmoeting is het begin van een duurzaam contact. Onbewust blijft zij echter voelen dat er iets tussen hen in staat waarover Frank niets wil loslaten. Zij wijt dit aan de verschrikkingen van de nog zo kort achter hen liggende oorlogsjaren, waarin je soms dingen hebt moeten doen die je een leven lang blijven achtervolgen. Iets dat slechts door de tijd kan worden geheeld, maar geen wezenlijk beletsel mag blijven voor twee mensen die elkaar liefhebben en zouden willen trouwen. Na vijf maanden, op haar verjaardag nog wel die Frank vergeten heeft, komt dan toch het moment waarop er openlijk gesproken moet worden, omdat het zo niet langer gaat. Maar voordat Frank zijn ondraaglijk geheim kan prijsgeven, moet hij haar eerst de gehele voorgeschiedenis vertellen, wil zij begrip kunnen opbrengen voor zijn handelwijze. Een haast onmogelijke opgave voor hem, omdat hij ervan overtuigd is dat dit dan ook onherroepelijk een definitieve breuk tussen hen tot gevolg zal moeten hebben…